# Amok
Als Amok (von malaiisch amuk „wütend“, „rasend“) bezeichnet man einen Massenmord oder den Versuch eines Massenmords, der aus terroristischen Motiven oder aufgrund einer fortgeschrittenen psychosozialen Entwurzelung begangen wird, und bei dem der Täter das Risiko, selbst getötet zu werden, in Kauf nimmt. Einfache Erklärungsansätze, die Amoktaten auf eine einzige Ursache zurückführen, wie beispielsweise eine psychische Erkrankung, gelten heute als widerlegt.
Der entsprechende Vorgang wird als Amoklauf oder Amoktat bezeichnet, der Täter als Amokläufer oder Amoktäter – oder auch als Amokschütze, wenn er eine Schusswaffe verwendet. Falls der Täter ein Fahrzeug einsetzt, spricht man von einem Amokfahrer. In Anlehnung daran wird in den Medien auch der Begriff Amokflug mit diffuser Bedeutung verwendet, ähnlich finden sich auch der Definition nicht entsprechende sensationalisierende oder umgangssprachliche Verwendungen für allgemeinere blindwütige oder außer Kontrolle geratene Verhaltensweisen.

## Definitionen

### Kulturgebundenes Syndrom
Sowohl das DSM-IV als auch das ICD-10 führen Amok unter den kulturgebundenen Syndromen auf. Das DSM-IV definiert Amok als eigene psychische Störung: „Eine dissoziative Episode, die durch eine Periode des Grübelns charakterisiert ist, auf die ein Ausbruch gewalttätigen, aggressiven oder menschengefährdenden Verhaltens folgt, das sich auf Personen und Objekte richtet“. Im Gegensatz zum DSM-IV empfiehlt das ICD-10 die Einordnung von Amok in das bestehende System unter Persönlichkeits- und Verhaltensstörungen im Kapitel 6 (F68.8). Amok wird im Anhang II zum ICD-10 (Forschung und Praxis) für Indonesien und Malaysia aufgeführt und wie folgt beschrieben: „Eine willkürliche, anscheinend nicht provozierte Episode mörderischen oder erheblich destruktiven Verhaltens, gefolgt von Amnesie oder Erschöpfung. Viele Episoden gipfeln im Suizid“ (S. 207).
Die Betrachtung des Phänomens Amok als kulturgebundenes Syndrom ist jedoch umstritten, denn es lassen sich weltweit Taten beobachten, die ähnliche Auslöser, Abläufe und Opferkonstellationen aufweisen. Außerdem wird in der neueren Literatur Amok nicht selbst als psychische Störung begriffen, sondern es werden andere psychische Störungen genannt, die eine solche Tat möglicherweise begünstigen.

### Geplante Taten
Es gilt heute als empirisch abgesichert, dass eine Vielzahl der Taten nicht impulsiv stattfindet, sondern oft sogar über mehrere Jahre hinweg detailliert von den Tätern geplant wurde. In der aktuellen wissenschaftlichen Literatur werden Amoktaten deshalb wie folgt definiert: „Bei einem Amoklauf handelt es sich um die (versuchte) Tötung mehrerer Personen durch einen einzelnen, bei der Tat körperlich anwesenden Täter mit (potenziell) tödlichen Waffen innerhalb eines Tatereignisses ohne Abkühlungsperiode, das zumindest teilweise im öffentlichen Raum stattfindet.“

### Polizeiliche Amoklage
Die gemeinsame Polizeidienstvorschrift der deutschen Länder (PDV 100 Nr. 4.12.1.1) stellt unter dem Stichwort Amoklage fest:

„Eine Amoklage im polizeitaktischen Sinne liegt vor, wenn ein Täter
- anscheinend wahllos oder gezielt
- insbesondere mittels Waffen, Sprengmitteln, gefährlichen Werkzeugen oder außergewöhnlicher Gewaltanwendung,
- eine in der Regel zunächst nicht bestimmbare Anzahl von Personen verletzt oder getötet hat bzw. wenn dies zu erwarten ist und
- er weiter auf Personen einwirken kann.

Eine Amoklage im polizeitaktischen Sinn liegt bereits dann vor, wenn Anhaltspunkte ein solches Täterverhalten unmittelbar erwarten lassen.“

Diese „pragmatische Definition“ stellt auf die erkennbare Gefahrensituation ab, damit die Polizeikräfte schnell und angemessen reagieren können. Ob die Tat geplant war oder welches Motiv der Täter hat, ist kein Kriterium in der Dienstvorschrift, da die Motivation des Täters oft nicht sofort erkennbar ist und erst später ermittelt werden kann.

### Amoklauf und Terrorismus
Amokläufen und terroristischen Aktionen (soweit zusammenfassbar) ist die Öffentlichkeitswirksamkeit gemeinsam. Eine gewisse Gemeinsamkeit besitzen Amokläufer und Terroristen auch dadurch, dass es keine eindeutige „Persönlichkeit des Täters“ gibt, was eine Vorhersagbarkeit potenzieller Taten erschwert. Eine Gleichsetzung von Terrorismus und Amoklauf ist trotzdem unangebracht.
Während Terroristen letztendlich politische Forderungen platzieren wollen, sind die Ziele von Amokläufern eher auf einer persönlichen Ebene zu suchen. Das US-Außenministerium definiert Terrorismus als „geplante, politisch motivierte Gewalt gegen nicht-militärische Ziele durch subnationale Gruppen oder verdeckt handelnde Agenten – üblicherweise mit dem Ziel, die Öffentlichkeit zu beeinflussen“. (Nicht-terroristischen) Amoktaten fehlt gemäß Kriminalistik-Professor Adam Lankford von der University of Alabama das bei terroristischen Selbstmordattentaten erkennbare religiöse oder politische Motiv. Unterschiede bestehen zudem auch in der Auswahl der Opfer. Die meisten Amokläufer beschränken sich eher auf ein ihnen in gewisser Weise nahe stehendes Umfeld, um dieses im Regelfall durch die Taten auch zu beeindrucken. Auch kann man den meisten Amokläufern – im Gegensatz zu Terroristen – keine Rationalität im Sinne einer geeigneten Auswahl der Mittel zum Erreichen dieser (oder anderer) Ziele unterstellen.
Die Tat des Amokläufers ist der exzessive Ausdruck des Bedürfnisses nach Anerkennung, während der terroristische Attentäter an der Anerkennung eines Ideals interessiert ist. Gemäß dem Medienwissenschaftler Christer Petersen versteht man unter Amoklauf einen idiosynkratischen, egozentrischen und unpolitischen Gewaltakt. Amokläufe werden in den Massenmedien als persönlich und damit nicht politisch motivierte Gewaltakte eines psychisch gestörten Täters (re)konstruiert und kolportiert, wogegen Terroristen sich selbst als Freiheitskämpfer sehen.
Trotzdem ist die Unterscheidung zwischen Terror und Amoktat manchmal schwierig, die Übergänge sind fließend. Psychologe Jens Hoffmann sagt: „Es ist nicht immer leicht zu entscheiden, was zuerst kam: der Gedanke, ich will ein Terrorist sein oder ich will meinen Frust loswerden.“ Der Fall des Anschlags in einer Regionalbahn bei Würzburg wurde z. B. von Innenminister Thomas de Maizière „im Grenzgebiet zwischen Amoklauf und Terror“ angesiedelt. Oft wird fälschlich von „Amok“ gesprochen, obwohl sich Terroristen durch ihre politische Motivation von bloßen Amoktätern, die scheinbar aus pathologischen Gründen handeln, durchaus unterscheiden. Im Gegensatz zu anderen Kriminellen sind Terroristen politisch-ideologisch oder politisch-religiös motiviert, Mitglied einer Organisation oder konspirativen Zelle oder fühlen sich einer solchen zumindest verbunden. Täter, die als Amokläufer bezeichnet werden, sind in der Regel psychisch schwer gestört, manchmal geisteskrank. Da diese Täter meist getötet werden, sind entsprechende Untersuchungen nicht häufig, die Datenlage ist dünn. Es gibt aber Hinweise darauf, dass viele Amokläufer unter Störungen wie Narzissmus, Paranoia oder Borderline gelitten haben.
Es gibt z. B. Hinweise darauf, dass im Westen vor allem frustrierte junge Menschen mit schweren Problemen etwa bei der Identitätsfindung anfällig sind für die Propaganda des „Islamischen Staates“ (IS) und anderer Terrororganisationen. Im Unterschied zu den tatsächlich ideologisch motivierten Terroristen, mit denen die Welt es früher vor allem zu tun hatte, ähneln manche von ihnen wie z. B. der Anschlag in Nizza heute offenbar eher Amokläufern, die ihre Tat nur zusätzlich mit einer Ideologie rechtfertigen. Der IS dürfte besonders attraktiv für instabile Persönlichkeiten sein, die ihr als verkorkst empfundenes Leben für eine große Sache umdrehen und in ein heldenhaftes Ende münden lassen wollen. Ein Amoklauf ohne ideologischen Hintergrund würde längst nicht mehr so viel Aufmerksamkeit erregen wie ein islamistischer Terroranschlag. Gemäß dem Suizidpräventionsexperten Armin Schmidtke von der Universität Würzburg sind daher auch 10 % von international aufgetretenen Fällen von Amokläufen politisch motiviert.
In Studien zu Einzeltätern wie z. B. beim Mordanschlag am Frankfurter Flughafen stellte Hoffmann fest, dass diese oft in psychischen Krisen steckten oder sogar psychisch krank seien. Ihr Lebensstil sei eher aggressiv als religiös. In der Radikalisierung sehen sie eine Möglichkeit, ihrem Leben einen Sinn zu geben, Öffentlichkeit zu erzeugen, endlich jemand zu sein – und je nach kulturellem Angebot oder auch durch Zufall wenden sie sich den Islamisten oder auch den Rechts- oder Linksradikalen zu.

## Begriffsgeschichte

### Ursprüngliche Bedeutung
Das Wort Amok leitet sich vom Kriegsgeschrei der sogenannten Amucos ab. Diese Elitekrieger im hinduistischen Indien verpflichteten sich ihrem König gegenüber rituell zum bedingungslosen Kampf bis zum Tod. Gegner vermieden daher den König zu töten oder zu verletzen, um nicht der bedingungslosen Rache der Amucos anheimzufallen. Ansehen und Macht eines Königs waren abhängig von der Anzahl derartiger Kämpfer. Malaiische und javanische Krieger übernahmen den indischen Begriff und das einschüchternde Kriegsgeschrei „Amok! Amok!“. Im Zuge der Islamisierung des malaiisch-indonesischen Kulturkreises im 14. Jahrhundert wurde der Amoklauf gegen „Ungläubige“ zu einem Akt religiösen Fanatismus und der so gefundene Tod galt im Gegensatz zum Muslimen verbotenen Suizid als Allah wohlgefällig. Eine ähnliche Art des Kampfes war bereits bei den Assassinen oder Berserkern verbreitet.
Etwa zeitgleich zum Amok als militärische Strategie traten im malaiisch-indonesischen Kulturkreis auch individuelle Amokläufe auf. Zum Beispiel versuchten sich zahlungsunfähige Schuldner ihrer unweigerlich drohenden Versklavung dadurch zu entziehen, dass sie so lange töteten, bis sie selbst getötet wurden. Dies war auch eine Form des sozialen Protestes, denn die Drohung eines Amoklaufes bei grober Ungerechtigkeit hielt Machtmissbrauch von Herrschern und Reichen in gewissen Schranken.
Ab Ende des 17. Jahrhunderts erreichte der Begriff die westliche Welt. Dies geschah insbesondere durch europäische Berichterstatter, zuerst wohl Wouter Schouten, wurde aber weiterhin mit der malaiisch-indonesischen Kultur in Verbindung gebracht.
Noch zu Beginn des 20. Jahrhunderts glaubte man, dass Amokläufer nur im Vollrausch ihre Tat begingen. In Meyers Konversations-Lexikon aus dem Jahr 1888 heißt es dazu:

„Amucklaufen (Amoklaufen, vom javan. Wort amoak, töten), eine barbarische Sitte unter mehreren malaiischen Volksstämmen, zum Beispiel auf Java, besteht darin, dass durch Genuss von Opium bis zur Raserei Berauschte, mit einem Kris (Dolch) bewaffnet, sich auf die Straßen stürzen und jeden, dem sie begegnen, verwunden oder töten, bis sie selbst getötet oder doch überwältigt werden.“

### Heutiges Verständnis
Der Begriff Amoklauf erfuhr eine Bedeutungsveränderung, da er heute auch für Taten benutzt wird, die keinesfalls spontan erfolgen, sondern geplant und gelegentlich auch durch sogenannte Leakings angekündigt werden können. Der klassische Amokläufer beschränkt seine Handlungen auf ein relativ kleines Gebiet. Im Gegensatz zu einem Serienmörder sind die Taten von Amokläufern auf einen eher kurzen Zeitraum beschränkt und unterliegen selten sexualpathologischen Motiven. Unterschieden werden zudem die rein fremdgerichtete Aggression und der erweiterte Suizid.
Im modernen westlichen Sprachgebrauch erweiterte sich die Bedeutung und kann inzwischen für jegliche Art blindwütiger Aggression mit oder ohne Todesopfer stehen. Dramatisch klingend wird das Wort als Überschrift in vielen Fällen angewendet, bei denen eigentlich kein Amoklauf vorliegt.
Ein Amoklauf ist typischerweise die Tat eines einzelnen Täters. Daher beziehen sich die üblichen Definitionen auf „einen Täter“ oder sogar ausdrücklich auf „einen einzelnen Täter“. Im tatsächlichen Sprachgebrauch wird jedoch die Bezeichnung Amoklauf mittlerweile auch auf gemeinschaftlich begangene Taten angewendet, wenn sie in den sonstigen Merkmalen einem Amoklauf entsprechen. Beispiele sind der Amoklauf an der Westside Middle School (1998) und der Amoklauf an der Columbine High School (1999) an denen jeweils zwei Täter beteiligt waren.

## Ähnliche Begriffe

### Amokfahrt
Auch der Begriff Amokfahrt wird uneinheitlich gebraucht; er bezeichnet einerseits eine Tat, bei der der Täter ein Fahrzeug als Waffe einsetzt, andererseits auch eine Tat, bei der der Täter das Fahrzeug lediglich dazu nutzt, um während der Tatausübung mobil zu sein (wie beispielsweise bei der Amokfahrt von Karlsruhe oder der Amokfahrt von Münster) und sich die Tat somit in einem weitaus größeren Gebiet ereignet. Zu Beispielen siehe Liste von Amokfahrten.

### Amokflug
Als „Amokflug“ wurden in den Medien unter anderem Fälle von Pilotensuizid sowie Flüge auf einer unzulässigen Route und unbeabsichtigte führerlose Flüge bezeichnet.

### School Shooting
In vielen wissenschaftlichen Veröffentlichungen hat sich für Amokläufe an Schulen der Begriff School Shooting durchgesetzt, wenngleich nicht alle Taten mit Schusswaffen oder jede Schießerei auf Amoktaten zurückzuführen sind. Mit diesem Begriff werden Tötungen und Tötungsversuche in einer schulischen Einrichtung von Jugendlichen bezeichnet, welche in einem direkten Bezug zu dieser Einrichtung begangen werden. Dieser Bezug kann sich in der Wahl der Opfer, insbesondere auch nach ihrer Funktion in der entsprechenden Bildungseinrichtung äußern. Amokläufe bzw. Massenmorde an Schulen und schwere zielgerichtete Gewalttaten an Schulen werden häufig synonym verwendet, müssen jedoch qualitativ unterschieden werden.
In Medien ist häufig auch von Schulmassakern die Rede.

### Going postal
Nach einer Serie von Amokläufen durch amerikanische Postangestellte ab Mitte der 1980er Jahre entstand die Bezeichnung Going postal für irrationale und oft gewalttätige Handlungen, die durch Stress bei der Arbeit ausgelöst werden. Obwohl der Ausdruck auch ganz allgemein mit „ausrasten“ oder „durchdrehen“ übersetzt werden kann, ist sie vor allem in den Vereinigten Staaten ein Synonym für Amokläufe am Arbeitsplatz.

### Killing spree
In der US-amerikanischen Kriminologie gibt es weitere sprachliche Unterscheidungen, wie den so genannten spree killer (abgeleitet von killing spree – ins Deutsche übersetzt etwa Töten im Rausch). Im Gegensatz zu einem Amokläufer kann der als spree killer bezeichnete Täter sein Wirkungsgebiet sehr weit ausdehnen.

## Forschung
Monokausale Erklärungsansätze, die Amoktaten auf eine einzige Ursache zurückführen, scheiterten bei der Erklärung des Phänomens. Vielmehr wirken Voraussetzungen des sozialen Umfelds mit Voraussetzungen in der Persönlichkeit des Amokläufers zusammen. Während früher ein Amoklauf als direkte Folge einer individuellen psychischen Störung angesehen wurde, gilt diese Erklärung heute als widerlegt. Als Auslöser eines Amoklaufs gelten eine fortgeschrittene psychosoziale Entwurzelung des Täters, der Verlust beruflicher Integration durch Arbeitslosigkeit, Rückstufung oder Versetzung, zunehmend erfahrene Kränkungen sowie Partnerschaftskonflikte. Meist spielen vor einem Amoklauf mehrere Faktoren eine Rolle. Dabei sind diese nicht unmittelbar direkt vor dem Ereignis gelegen, sondern können bereits seit längerer Zeit bestehen.
Die Empirie zu Amoktaten wird zurzeit zumeist als ungenügend bewertet, da es eine niedrige Prävalenz gibt und erhebliche Unterschiede bei den Fallkonstellationen auftauchen. Zudem fehlt es an einer einheitlichen Definition, und die interkulturellen Übertragbarkeit von empirischen Befunden ist zweifelhaft. Nicht zuletzt wird häufig die Informationsgewinnung durch den Tod des Täters aufgrund Selbstmords oder Intervention der Ordnungskräfte erschwert. Die meisten Fälle zeigen einen unmittelbar nach der Tat anschließenden Suizid(-versuch). Daher wird auch von Homizid-Suizid gesprochen. Angenommen wird, dass der Suizid keine spontane Reaktion ist, sondern ein geplantes Tatelement darstellt. Darüber hinaus wird vermutet, dass Täter, die in eine „Nebenrealität“ (einen sehr eingeengten Bewusstseinszustand) abgeglitten sind, sich suizidieren, um eine Rückkehr in die „Hauptrealität“ nach der Tat zu vermeiden.
Dabei besteht in der Forschung ein Konflikt darüber, verbindliche Definitionen und Abgrenzungen für das Phänomen Amoktat zu finden. Die meisten empirischen Befunde stützen sich nicht auf die Klassifikation des Amok im Sinne des ICD-10, sondern auf eigene Einschlusskriterien.
Als dominanter Tätertyp des Amokläufers gelten in der wissenschaftlichen Literatur mehrheitlich zumeist Männer mit ausgeprägten aggressiven und konfliktgehemmten Persönlichkeitszügen. Typisch sei, dass es sich bei Amokläufen nicht um Affekthandlungen (relativ spontane, vom Täter nicht kontrollierbare Handlungen aus starken Gefühlen heraus) handle, sondern vielmehr um eine Folge allmählicher Entwicklung gewalttätiger Gedanken und Fantasien.
So gibt es in der empirischen Forschung bisher sehr heterogene (unterschiedliche) Befunde zu Amoktätern:

1993 wollten z. B. Adler et al. aus Presseberichten zu 196 Fällen bei den meisten Tätern eine psychische Erkrankung in Form einer Psychose, einer schweren Persönlichkeitsstörung, einer Intoxikation, einer Affektstörung oder einer Wahnerkrankung ermittelt haben. Die Quote von psychisch Erkrankten bzw. Klienten mit einer psychiatrischen Vergangenheit betrage rund 55 %, 40 % der Gewalttäter waren ohne feste Beschäftigung, ebenso waren Waffennarren, Polizisten, Soldaten und altersinadäquat bei der Mutter lebende Einzelgänger überrepräsentiert.
Hempel, Meloy & Richards gingen 1999 bei ihrer Auswertung von 30 nordamerikanischen Amokläufen von einem Täteranteil von 40 bis 67 Prozent mit psychotischen Symptomen aus, wovon die meisten unter paranoiden Wahnvorstellungen litten.
Zu einem ganz anderen Ergebnis kamen dagegen A. Schmidtke, S. Schaller, I. Müller, D. Lester und S. Stack 2002, nachdem sie Zeitungsberichte von 143 Ereignissen aus den Jahren 1993 bis 2001 statistisch ausgewertet hatten: Lediglich sieben Prozent der Täter wiesen hiernach eine psychiatrische Vorgeschichte auf, das Tatmotiv war meist Rache (61 Prozent).
In der S3-Leitlinie zur Therapie und Prävention aggressiven Verhaltens bei Erwachsenen widersprechen die Autoren der undifferenzierten Annahme, dass psychisch erkrankte Menschen gefährlicher seien als andere. Massentötungsdelikte und psychische Störungen hätten zuweilen gemeinsame Bedingungsfaktoren in der Persönlichkeit der Täter, wie soziale Isolation, Selbstwertprobleme und ein übersteigertes Geltungsbedürfnis. Einer unkritischen kausalen Verknüpfung von Terrorismus und Amokläufen mit psychischer Erkrankung sei jedoch entgegenzutreten. Häufig liege keine Beeinträchtigung der Einsichts- und Steuerungsfähigkeit zum Tatzeitpunkt vor. Forensische Gutachten müssten im Einzelfall die Frage der Schuldfähigkeit klären.

## Prävention
Die Publizistin und Schriftstellerin Ines Geipel forderte in einem Radio-Interview nach dem Anschlag in München 2016 dazu auf, sich Gedanken zu machen über mögliche Angebote und die Wieder-Einbindung der sich „auf der Suche nach Idealität befindenden“ potentiellen Täter, die „Andocksysteme suchten, glauben, lieben wollten“, „verlorene Söhne“ seien, „Bezug zum symbolischen, gesellschaftlichen Vater suchten“: „welche Sublimierungsmodelle man diesem Typ Männer anbieten kann.“ Geipel stellt heraus, wie Täter und Gesellschaft jeweils aus früheren Amokläufen lernten. Auch im Zusammenhang mit dem Anschlag in München 2016 hob die Autorin Parallelen zu früheren Amokläufen hervor: Die Unterscheidung zwischen Amoktätern und Terroristen im Sinne einer Unterscheidung zwischen privater und politischer Motivation halte sie für „wirkungslos“. Vielmehr sei es von Bedeutung, dass die Täter meist junge Männer seien, die keinen Platz in ihrem Umfeld fänden. Mit ihrer Tat würden sie immer auf ein bekanntes Muster referieren.
Auch der Kriminalpsychologe Jens Hoffmann hob Ähnlichkeiten in den Motivlagen von Terroristen und Amokläufern hervor: „Es ist nicht immer leicht zu entscheiden, was zuerst kam: der Gedanke, ich will ein Terrorist sein oder ich will meinen Frust loswerden.“ Ihm zufolge rieten Amokforscher und Radikalisierungsforscher dazu, in Medienberichten die Gesichter zu verpixeln und keine Namen zu nennen, da die Berichterstattung eine Anziehungskraft auf potenzielle Täter ausübe und Nachahmer animiere.
Die Kriminologin Britta Bannenberg betonte, Andeutungen einer Tat müssten von Schule, Eltern und Nachbarn ernst genommen werden.
Siehe auch Prävention unter Amoklauf an einer Schule

### Technische Maßnahmen
Zur Auslösung von Amok-Alarmen und zur Alarmierung hilfeleistender Stellen dienen Notfall- und Gefahren-Reaktions-System (NGRS) nach DIN VDE V 0827. Diese Systeme sind vorwiegend für den Einsatz in öffentlichen Gebäuden, wie Bildungseinrichtungen (z. B. Schulen, Universitäten), Behörden, Kindergärten und ähnlichen Einrichtungen, konzipiert. Sie können jedoch auch in nicht öffentlichen Gebäuden mit ähnlichem Risiko und Schutzbedürfnis zum Einsatz kommen. Zur manuellen Auslösung einer Alarmmeldung im Falle eines akuten Notfalls oder einer Gefahr (z. B. Amok) dienen Notfall- und Gefahrenmelder (NGRS-Melder) gemäß DIN VDE V 0827-1 oder Notfall- und Gefahren-Sprechanlagen (NGS) gemäß DIN VDE V 0827-2. Welcher Grad zur Anwendung kommt, ist im Rahmen eines in den Normen beschriebenen Risikomanagementprozesses zu ergründen.
In Abstimmung mit der Polizei kann ein direkter Anschluss des NGRS an die Polizei erfolgen. Dieser ist analog der ÜEA-Richtlinie auszuführen. In diesem Fall ist die Polizei frühzeitig in die Planung des NGRS einzubeziehen. In der ÜEA-Richtlinie ist in der Anlage 5b unter Nr. 5.1 unter anderem folgendes festgelegt:
„Wird im Rahmen des Risikomanagementprozesses festgestellt, dass ein NGRS insbesondere auch für den Herbeiruf von Hilfe in Amoksituationen dienen soll, muss das NGRS grundsätzlich an die Polizei angeschlossen werden. Aufgrund der fehlenden Informationen für die Polizei (insbesondere die fehlende Möglichkeit der Sprachkommunikation mit der auslösenden Person über ein NGS) sowie der stark verzögerten Alarmierung der Polizei (in der Regel durch die hilfeleistende Stelle an die Polizei über Telefon), macht bei einer Amoksituationen eine Alarmgabe an eine hilfeleistende Stelle vor Ort bzw. an eine NSL keinen Sinn.“
Danach ist, nur wenn ein Anschluss an die Polizei nicht in Frage kommt, auch eine Weiterleitung des Alarms über Fernalarmierungseinrichtungen an eine sonstige hilfeleistende Stelle (z. B. eine Notruf- und Serviceleitstelle (NSL)) möglich.

## Behandlung in der Literatur
Stefan Zweig schildert in seiner Novelle Der Amokläufer das Verhalten eines Arztes in einer psychischen Grenzsituation als amokähnlichen Zustand; ebenfalls zu den Klassikern der Literatur, die sich mit Amokläufen beschäftigt, gehört die Novellen-ähnliche Studie Bahnwärter Thiel von Gerhart Hauptmann (1888).
In dem 1977 erschienenen Roman Amok (Originaltitel: Rage) von Stephen King, welchen er unter seinem Pseudonym Richard Bachman veröffentlichte, wird ein Amoklauf in einer Schule aus der Sicht des Täters geschildert. Doch spielt sich die Geschichte zum großen Teil nur in einem Klassenzimmer ab, in welchem der Amokläufer eine Klasse festhält und diese durch Manipulation auf seine Seite zieht. Der Druck neuer Auflagen des Romans ist allerdings eingestellt worden, da mehrere Amokläufe mit diesem Buch in Verbindung gebracht wurden.
1985 behandelte er das Thema Amok erneut und verarbeitete es in der Kurzgeschichte Kains Aufbegehren (Originaltitel: Cain Rose Up) in seiner Anthologie Der Gesang der Toten, in welcher ein Student von seinem Campus-Zimmer aus willkürlich auf andere Menschen schießt.
In seinem 2002 erschienenen Roman Ich knall euch ab! schreibt Morton Rhue über einen fiktiven Amoklauf an einer amerikanischen High School. Durch die Schilderung aus der Sicht der zwei Amokläufer versuchte Rhue die Motivation hinter einer solchen Tat greifbar zu machen.
Der Autor Manfred Theisen rückte 2005 in seinem Roman Amok erstmals einen deutschen Schul-Amokläufer in den Mittelpunkt eines Romans. Dabei lehnte er sich an den Amoklauf von Erfurt an und erzählte das Geschehen aus der Ich-Perspektive des Täters.
2009 schrieb Jodi Picoult den Roman Neunzehn Minuten, der sich mit einem Amoklauf eines gemobbten Jungen, vor allem jedoch mit den Folgen des Amoklaufs beschäftigt.
Oliver Dreyer bildet in seinem Roman Kopfschuss von 2011 einen Ego-Shooter als relevanten Treiber eines erdachten Schulamoklaufs ab. Teilweise aus Sicht eines für den Protagonisten identitätsstiftenden Computerspiel-Charakters erzählt, verwischt er so die Grenzen zwischen Virtualität und Wirklichkeit.
Patrick Maak beschreibt in Martins Tagebuch (2012) den neunjährigen Werdegang eines Amokläufers in Form von hundert Tagebucheinträgen. Ebenfalls 2012 erschien der Roman Unter den Flügeln der Engel, der die Geschichte des 16-Jährigen David erzählt, der einen Amoklauf an seiner Schule überlebt: der Autor Patrick-Philippe Christian Seifert ist selbst Überlebender des Amoklaufs von Winnenden.

## Liste von Taten in Deutschland 1949 – 2023
Quelle: 
| Ort                              | Jahr | Anzahl Todesopfer (a) |
| -------------------------------- | ---- | --------------------- |
| Köln-Volkhoven                   | 1964 | 10                    |
| Essen-Kray                       | 1972 | 5                     |
| Eppstein-Vockenhausen            | 1983 | 5                     |
| Karlsruhe                        | 1985 | 5                     |
| Euskirchen                       | 1994 | 6                     |
| Dillingen/Saar, Sierck-les-Bains | 1999 | 5                     |
| Bad Reichenhall                  | 1999 | 4                     |
| Erfurt                           | 2002 | 16                    |
| Eching/Freising                  | 2002 | 3                     |
| Winnenden und Wendlingen         | 2009 | 15                    |
| Lörrach                          | 2010 | 3                     |
| Dossenheim                       | 2013 | 2                     |
| Kerpen/Langerwehe                | 2013 | 3                     |
| Düsseldorf/Erkrath               | 2014 | 4                     |
| Leutershausen                    | 2015 | 2                     |
| München                          | 2016 | 9                     |
| Münster                          | 2018 | 4                     |
| Hanau                            | 2020 | 10                    |
| Trier                            | 2020 | 6                     |
| Potsdam                          | 2021 | 4                     |
| Heidelberg                       | 2022 | 1                     |
| Berlin                           | 2022 | 1                     |
| Brokstedt                        | 2023 | 2                     |
| Hamburg-Alsterdorf               | 2023 | 7 (b)                 |

### Sachtexte
- Lothar Adler: Amok im Spektrum homizidal-suizidaler Handlungen. Suizidprophylaxe 37.1 (2010), ISSN 0173-458X, S. 8–14 (PDF; 61 kB)
- Richard Albrecht: Nur ein „Amokläufer“ ? – Sozialpsychologische Zeitdiagnose nach „Erfurt“. In: Recht und Politik, 38 (2002) 3, 143–152[54]
- Mark Ames: Going Postal – Rage, Murder and Rebellion: From Reagan's Workplaces to Clinton's Columbine and Beyond. Soft Skull Press / Snowbooks, Brooklyn New York / London 2005, ISBN 1-932360-82-4;
Uli Hufen: Amoklauf als Zeichen der Rebellion. Rezension. In: Büchermarkt. 27. März 2009. Deutschlandfunk.
- Britta Bannenberg: AMOK Ursachen erkennen – Warnsignale verstehen – Katastrophen verhindern. Gütersloher Verlagshaus, 2010, ISBN 978-3-579-06873-2
- Nils Böckler, Thorsten Seeger: Schulamokläufer: Eine Analyse medialer Täter-Eigendarstellungen und deren Aneignung durch jugendliche Rezipienten. Juventa, Weinheim und München, 2010
- Heidrun Bründel: Amok und Suizid – eine unheilvolle Allianz. Verlag für Polizeiwissenschaft, Frankfurt/M. 2011, ISBN 978-3-86676-156-8
- Heiko Christians: Amok. Geschichte einer Ausbreitung. Aisthesis Verlag 2008, 301 S., ISBN 978-3-89528-671-1
- Christian Eifert: Amoktaten junger Täter. In: Suizidprophylaxe 47 (2020), ISSN 0173-458X, S. 97–107 (PDF)
- Götz Eisenberg: Damit mich kein Mensch mehr vergisst: Warum Amok und Gewalt kein Zufall sind. Pattloch, München 2010
- Adolf Gallwitz: Amok – Grandios untergehen, ohne selbst Hand anzulegen. In: Polizei heute, 6 (2001), 170–175
- Ines Geipel: Der Amok-Komplex oder die Schule des Tötens. Klett-Cotta, 2012, ISBN 978-3-608-94627-7
- Freerk Huisken: z. B. Erfurt. Was das bürgerliche Bildungs- und Einbildungswesen so alles anrichtet. VSA, Hamburg 2002, ISBN 3-87975-878-6
- Eileen Peter: Amokläufe in Deutschland. Epidemiologie und Charakterisierung von Täterprofilen. Dissertation. Universitätsbibliothek, Magdeburg 2014, doi:10.25673/4077 (d-nb.info [PDF; 2,5 MB; abgerufen am 25. Mai 2022]).
- Elsa Pollmann: Tatort Schule. Wenn Jugendliche Amoklaufen. Tectum Verlag, Marburg 2008
- Frank Robertz, Ruben Wickenhäuser: Der Riss in der Tafel. Amoklauf und schwere Gewalt in der Schule. Springer, Heidelberg 2007
- Jasmin Seiwert: Die Bühne der Amokläufer. Mediale Selbstdarstellung der Täter in Internet und TV. Marburg, 2010, 136 S.
- Manfred Theisen: Amok. cbt, München 2005
- Harald Tondern: Mitschuldig? Die Geschichte eines Amoklaufs. cbt, München 2005
- Bryan Vossekuil: Final Report And Findings Of The Safe School Initiative: Implications For The Prevention Of School Attacks In The U.S. Verlag Diane Pub Co, 2004, ISBN 978-0-7567-3980-5
- Arnold Wieczorek: Schülerattentate an deutschen Schulen. Mythen, Fakten und Schlussfolgerungen für die polizeiliche Praxis. Kriminalistik, 64. Jg. 2010, S. 153 ff.
- Manfred Wolfersdorf, Hans Wedler (Hrsg.): Terroristen-Suizide und Amok. Regensburg 2002
- Patrick Maak: Martins Tagebuch. Darmstadt 2012, ISBN 978-1-4802-6162-4